# Провулок Миклухо-Маклая
Прову́лок Миклу́хо-Макла́я — зниклий провулок, що існував у Дарницькому районі міста Києва, місцевість село Шевченка. Пролягав від Молочанської до Вірменської вулиці.

## Історія
Виник на межі 1940–50-х років, можливо як 229-та Нова вулиця. Назву Миклухо-Маклая провулок отримав, ймовірно, у середині 1950-х років. Ліквідований у середині 1980-х років у зв'язку зі знесенням малоповерхової забудови села Шевченка.